# Пороховщиков, Александр Сергеевич
Алекса́ндр Серге́евич Пороховщико́в (1865—1938) — генерал-майор, начальник штаба 8-й и 18-й пехотных дивизий.

## Биография
Родился 10 февраля 1865 года в Петербурге.
Окончил физико-математический факультет Московского университета (1888), Павловское военное училище (1889) и Николаевскую Академию Генштаба (1895, по 1-му разряду).
Офицер лейб-гвардии Семёновского полка
Генерал-майор, в распоряжении начальника Главного Штаба.
С 1910 по 1912 годы — начальник штаба 8-й пехотной дивизии.
по сообщению газеты Русское слово в 1910 году:

Варшавская авиационная неделя

ВАРШАВА, 21, VI. С С. И. Уточкиным летали на аэроплане начальник штаба варшавского военного округа генерал-лейтенант Клюев (3 минуты 49 секунд), полковник генерального штаба Пороховщиков, капитаны Лебедев и Плющевский-Плющик, граф Потоцкий, инженер Ганшин и еще несколько человек. Самый продолжительный полет с С. И. Уточкиным (7 минут 38 секунд) совершила одна кафешантанная певица.— 
В Первую мировую войну был награждён Георгиевским оружием.
1916 — начальник штаба 18-й пехотной дивизии.
С весны 1920 года в украинской армии.
В эмиграции в Калише (Польша). Умер 31 декабря 1938 года.
Член полкового объединения.
Александр Сергеевич Лукомский вспоминает:

Наиболее мне близкими сослуживцами по Киевскому военному округу были: Владимир Михайлович Драгомиров, Сергей Александрович Ронжин, Яков Александрович Фок, Иван Егорович Эрдели, Владимир Николаевич Петере, Сергей Николаевич Розанов, Георгий Николаевич Вирановский и Александр Сергеевич Пороховщиков — все офицеры Генерального штаба.
Состав других офицеров в штабе был очень симпатичный. Особенно нам понравился и сразу стал нашим другом капитан Александр Сергеевич Пороховщиков.

А. С. Пороховщиков был прекрасный товарищ, но крайне неуравновешенный и шалый. Дошел до должности начальника штаба корпуса.— 

## Семья
Дед — Александр Александрович Пороховщиков (1809—1894), похоронен в Донском монастыре.
Отец — Сергей Александрович Пороховщиков (? — 13 августа 1888) — генерал-майор, директор Сибирского кадетского корпуса. Его родной брат — соответственно, родной дядя Александра Сергеевича — известный русский предприниматель, строитель, публицист, меценат, общественный деятель А. А. Пороховщиков.
Мать — Надежда Петровна (1841—?) (урождённая Чайковская, дочь генерала Петра Петровича Чайковского и Евдокии Петровны Беренс (Елизаветы фон Берен), сестра генералов Андрея и Митрофана Чайковских.
Братья —
- Пороховщиков, Пётр Сергеевич (1867—21 июля 1954, США) — выдающийся русский юрист, автор книги «Искусство речи на суде» и других (под псевдонимом П. Сергеич). Ученик А. Ф. Кони. В конце 1920-х переехал в США. Приват-доцент, затем профессор кафедры романских языков университета Оглеторп в штате Атланта.
- Пороховщиков Георгий (Юрий) Сергеевич (1873—1938, Франция) — в 1895 году закончил Николаевское инженерное училище. Полковник. С 1915 — находился в плену. Эмигрировал в Германию. К 10.10.1922 — находился в лагере Шейен. Сотрудничал в парижском журнале «Отечество» (1927). В 1931 году преподавал на Высших военно-технических курсах в Париже.